# Can Nicolau de Baix
Can Nicolau de Baix és una masia de Castellbisbal (Vallès Occidental) protegida com a Bé Cultural d'Interès Local.

## Descripció
Es tracta d'una masia envoltada per un mur i al qual se li han anat afegint diferents cossos amb el temps.
Presenta una estructura de composició tradicional: un cos central més alt, normalment destinat al graner, al qual s'hi obrien galeries d'arcs rodons, i dos cossos laterals més baixos amb cobertes inclinades. El portal és de punt rodó.
A la façana de ponent hi ha una reixa de ferro forjat amb la data de 1856.

## Història
Es conserva també, una premsa de roure per extreure-hi vi, de l'any 1823.